# South Rockwood
South Rockwood est un village du comté de Monroe, dans l'État du Michigan, aux États-Unis. En 2020, il comptait une population de 1 587 habitants.